# Bergenia stracheyi
Bergenia stracheyi es una especie de planta del género Bergenia que se encuentran en el Himalaya occidental, a una altitud de 2700-4700 metros en Afganistán y Tayikistán.

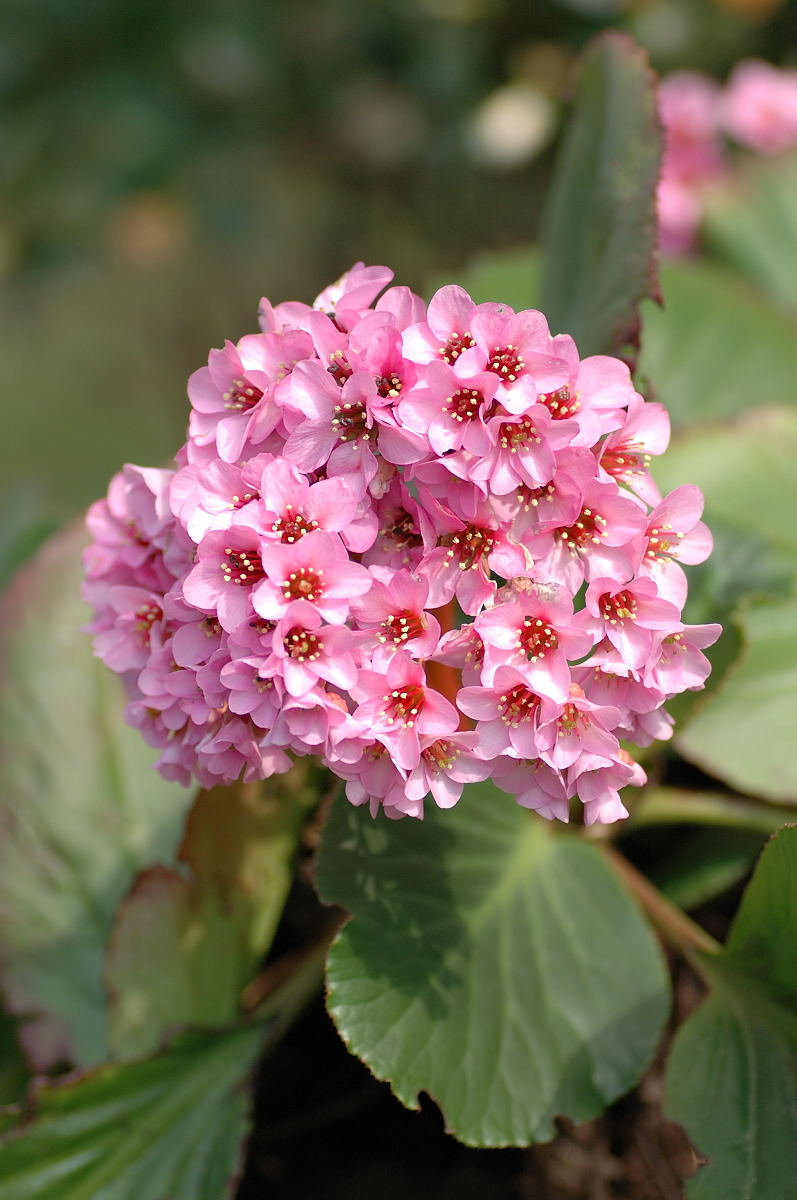
Inflorescencia

## Propiedades
Bergenin y norbergenin son compuestos químicos que se pueden aislar a partir de rizomas de B. stracheyi.

## cultivares
- Bergenia stracheyi 'Alba'
- Bergenia stracheyi 'Afghanica'

## Taxonomía
Bergenia stracheyi fue descrita por (Hook.f. & Thomson) Engl. y publicado en Botanische Zeitung (Berlin) 26: 840–842. 1868.
Sinonimia
- Bergenia gorbunovii B.Fedtsch.
- Bergenia milesii Stein
- Bergenia stracheyi auct.
- Saxifraga milesii Baker
- Saxifraga stracheyi Hook. f. & Thomson	[4]